# Pugnano
Pugnano je část obce San Giuliano Terme v provincii Pisa v italském regionu Toskánsko, ležící asi 6 km jihozápadně od města Lucca a 10 km severně od Pisy.

## Poloha a historie
Osada Pugnano se nachází v údolí řeky Serchio, na jejím levém břehu. Prochází jím starobylá státní silnice, která spojuje San Giuliano Terme s Luccou. Západně od Pugnana je železniční trať vedoucí podle kanálu, který zkracuje ohyb řeky Serchio.
Obec vznikla v raném středověku, pod názvem Apuniano je zmíněna v dokumentu kláštera San Michele in Borgo z roku 951. Mezi devátým a čtrnáctým stoletím bylo Pugnano sídlem rozsáhlé farnosti, spravující až patnáct kostelů v menších okolních vesnicích.

## Památky a zajímavá místa
- Farní kostel Panny Marie a sv. Jana Křtitele, kostel raně středověkého původu, který se datuje kolem 9. století (doložen je roku 1069). Vedle kostela stávala věž obdélníkového tvaru, která byla zničena v roce 1944 a nahradila ji moderní kamenná zvonice.
- Klášter sv. Pavla a Štěpána, doložený od roku 1086, nachází se na kopci nedaleko farního kostela. Byl poškozen v roce 1263 kvůli hraničním válkám mezi Pisou a Luccou a poté přestavěn v roce 1275; z areálu zůstala pouze kaple, kdysi apsida, vytvořená z pískovcových bloků.

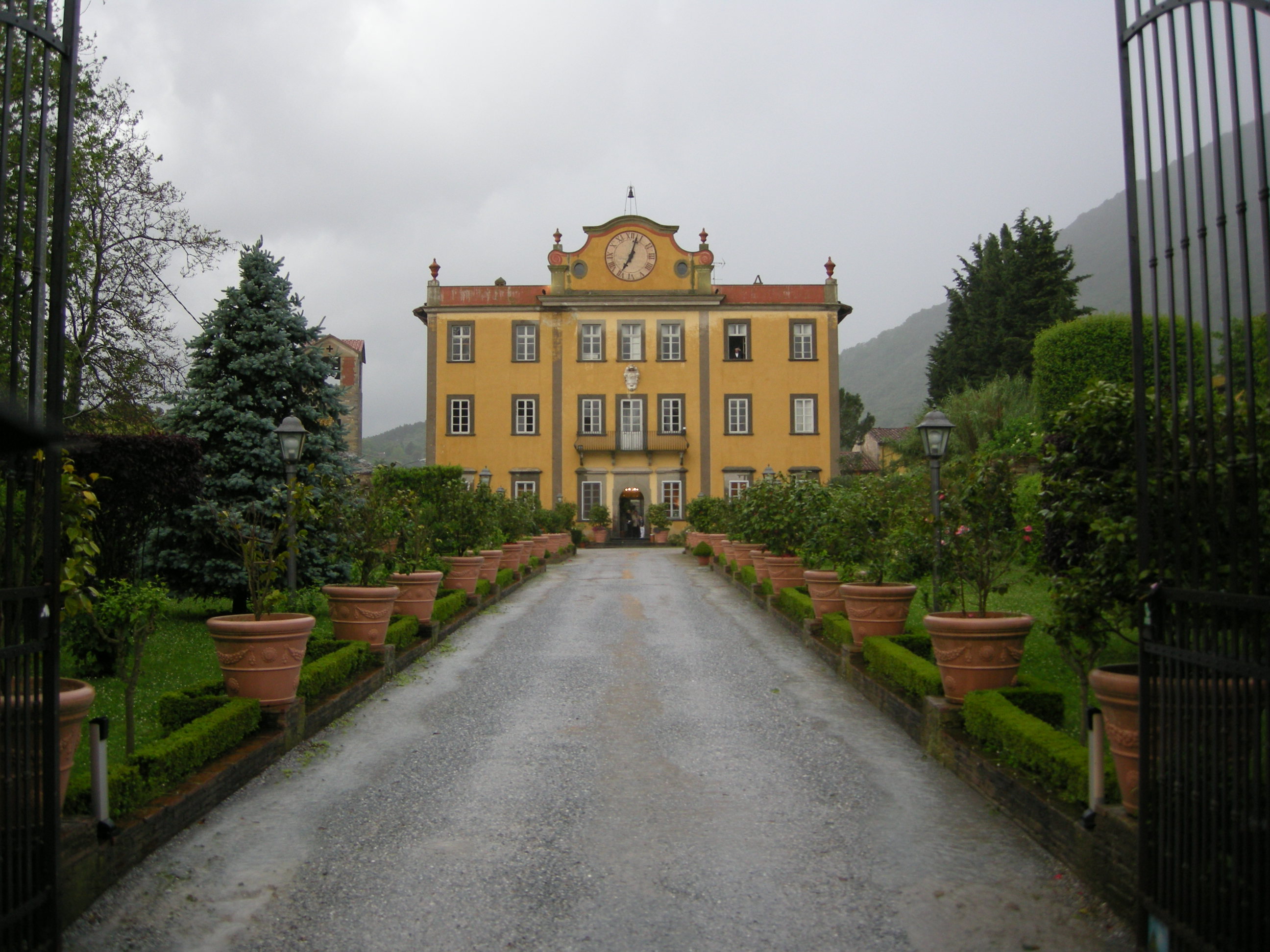
Vila Poschi

- Vila Poschi, elegantní vila postavená v 18. století na již existující venkovské budově z 16. století a vyzdobená po roce 1791, kdy se stala majetkem Vincenza Poschiho. K vile patří malebná italská zahrada.
- Vila Dal Borgo, postavená po roce 1700 pro Giovanni Saladina Dal Borgo. Výzdoba místností je připisována Domenico Tempestimu, otci významného italského malíře Giovanni Battisty Tempestiho (1729–1804). V zadní části vily je zahrada s oranžerií, malou kaplí a domem pro hosty.
- Vila Roncioni, impozantní vila postavená Francescem Roncionim roku 1747. Později zde působilo mnoho umělců a designérů, jako Antonio Niccolini, Pasquale Cioffo, Giovanni Battista Tempesti a Giuseppe Bacchini. Práce trvaly až do prvních desetiletí devatenáctého století, kdy byl založen velký anglický park obklopující vilu. Ve vile sídlí Nadace Cerratelli a je v ní umístěno asi dvacet pět tisíc kostýmů a dvacet tisíc filmových plakátů, scénických fotografií, plakátů a skic. Uvnitř vily byly natočeny některé scény amerického filmu Portrét dámy (1996) režisérky Jane Campion.
- Pavilon vily Roncioni, novogotická stavba z roku 1822 sloužící jako farma bource morušového a přádelna hedvábí; je dílem architekta Alessandra Gherardesca.